# Rans S-19 Venterra
Rans S-19 Venterra (Veter nad zemljo) je ameriško nizkokrilno dvosedežno lahko športno letalo. Zasnoval ga je Randy Schlitter, proizvaja pa ga podjetje Rans Inc. Letalo se lahko kupi sestavljeno ali pa v kit obliki za amatersko sestavljanje.
S-19 ima fiksno tricikel pristajalno podvozje, standardni motor je  Rotax 912ULS.

## Specifikacije (S-19LS)
Podatki iz Rans website
Splošne značilnosti
- Posadka: 1 pilot
- Število sedežev: 1 potnik
- Dolžina: 19 ft 10,75 in (6,0643 m)
- Razpon kril: 28 ft 0 in (8,53 m)
- Višina: 7 ft 11,5 in (2,426 m)
- Površina kril: 126,9 sq ft (11,79 m2)
- Vitkost: 6,18:1
- Teža praznega letala: 820 lb (372 kg)
- Bruto teža: 1.320 lb (599 kg)
- Kapaciteta goriva: 91 L
- Pogon letala: 1 × Rotax 912ULS , 100 hp (75 kW)
- Propelerji: št. lopatic: 2 kompozitni, 5 ft 8 in (1,73 m) premer

Zmogljivost
- Potovalna hitrost: 128 mph (111 kn; 206 km/h)
- Hitrost pri porušitvi vzgona: 45 mph (39 kn; 72 km/h) s spuščenimi zakrilci
- Neprekoračljiva hitrost: 150 mph (130 kn; 241 km/h)
- Doseg: 580 mi (504 nmi; 933 km)
- Trajanje leta: 5,1 ur
- Višina leta (servisna): 14.500 ft (4.420 m)
- G-omejitev: +4,4/-2
- Hitrost vzpenjanja: 900 ft/min (4,6 m/s)
- Obremenitev krila: 10,4 lb/sq ft (51 kg/m2)